# 110
Năm 110 là một năm trong lịch Julius. 